# Staatsstreich in Mauretanien 1979
Der Staatsstreich in Mauretanien 1979 (arabisch الانقلاب العسكري في موريتانيا 1979, fr.: Coup d'État de 1979 en Mauritanie, en.: 1979 Mauritanian coup d'état) war ein Putsch des Militärs von Mauretanien am 6. April 1979. Der Putsch wurde angeführt durch Colonel Ahmed Ould Bouceif und Colonel Mohamed Khouna Ould Haidalla, der die Macht vom Präsidenten, Colonel Mustafa Ould Salek, übernahm und das 20-köpfige herrschende Comité militaire pour le redressement national (CMRN) absetzte, eine Militärjunta, welche sich erst 1978 in einem früheren Staatsstreich gegründet hatte.
Das CMRN wurde aufgelöst und ein 24-köpfiges Comité militaire de salut national (CMSN) abgelöst, eine neue Junta, die anfangs unter der Führung von Salek stand, bis zu seiner Abdankung am 3. Juni. Sein Nachfolger wurde Lieutenant Colonel Mohamed Mahmoud Ould Ahmed Louly. Bouceif wurde zum Premierminister ernannt und diente als solcher bis zu seinem Tod in einem Flugunglück im Senegal am 27. Mai. Sein Nachfolger wurde Haidalla am 31. Mai.